# Ermida de São Pedro (Odemira)
A Ermida de São Pedro, igualmente conhecida como Capela de São Pedro, é um monumento religioso no concelho de Odemira, na região do Alentejo, em Portugal.

## Descrição e história
O imóvel situa-se na povoação de São Pedro, entre Odemira e Vila Nova de Milfontes, junto à Estrada Nacional 393. Está integrado no Parque Natural do Sudoeste Alentejano e Costa Vicentina. É considerado como um dos principais exemplos da arquitectura rural manuelina na área do Sudoeste Alentejano. Apresenta uma organização típica de uma ermida de peregrinação, tipologia de edifícios que foram construídos em larga escala na região do Baixo Alentejo, durante o período quatrocentista. A entrada faz-se por um nártex de pequenas dimensões, onde eram acolhidos os romeiros. O interior tem uma só nave, com uma pia de água benta. Destaca-se igualmente o pórtico, de forma franchada. A ermida continua a receber devoção popular, sendo organizada neste local a feira anual de São Pedro, que normalmente tem lugar no dia 1 de Novembro.
A capela foi construída nos finais do século XV, durante uma fase de grande devoção ao apóstolo São Pedro no Alentejo, que se iniciou nos finais da época medieval. No século XVII foi instalada uma sacristia e um casa para os romeiros. Em 1996 o edifício foi alvo de obras de restauro, durante as quais foi reposta a cobertura.